# ST3 Offshore
ST³ Offshore Sp. z o.o. – producent stalowych fundamentów do morskich farm wiatrowych. Fabryka produkowała fundamenty pośrednie, kratownicowe i jednopalowe. Szczecińska fabryka została zaprojektowana jako zakład produkcji seryjnej. Spółka dysponowała najwyższą w Europie suwnicą (120 m wysokości, 1400 t udźwigu), przeznaczoną do finalnego montażu i załadunku produkowanych konstrukcji.
ST³ Offshore to joint venture dwóch partnerów: Funduszu Inwestycyjnego Zamkniętego MARS, który posiada pakiet 80% udziałów i ST³ Holding GmbH (20% udziałów) – spółki należącej do monachijskiej grupy VTC.

## Historia
Pierwsze rozmowy w sprawie uruchomienia przedsiębiorstwa zajmującego się produkcją fundamentów do morskich farm wiatrowych rozpoczęto w 2011 r. W ich efekcie Fundusz Inwestycyjny Zamknięty MARS, Stocznia Crist oraz koncern Bilfinger Construction powołały spółkę KSO, w celu realizacji projektu na terenie szczecińskiej wyspy Ostrów Brdowski.
W czerwcu 2013 r. spółka nabyła grunt na Ostrowie Brdowskim przeznaczony pod budowę fabryki i uzyskała pozwolenie Wojewody Zachodniopomorskiego na budowę. Oficjalne rozpoczęcie prac budowlanych miało miejsce w grudniu 2013 r. W IV kwartale 2015 r. po uzyskaniu pozwolenia na użytkowanie fabryka uruchomiła produkcję.
W sierpniu 2016 r. koncern Bilfinger SE sprzedał swoje udziały spółce Europoles Renewables GmbH, z grupy VTC. W październiku 2017 r. Fundusz Inwestycyjny MARS przejął od VTC większościowy pakiet udziałów spółki, przejmując nad nią kontrolę operacyjną.
Jeszcze w trakcie budowy zakładu, w lipcu 2015 r. spółka podpisała pierwszy kontrakt na produkcję 91 platform pośrednich (ang. transition piece) dla duńskiego koncernu energetycznego DONG Energy (dzisiaj Ørsted). Konstrukcje trafiły na morską farmę wiatrową Race Bank u wybrzeży hrabstwa Norfolk. W kwietniu 2016 r. spółka ST³ Offshore podpisała umowę dotyczącą produkcji 20 fundamentów kratownicowych, przeznaczonych na farmę Borkum Riffgrund 2 na Morzu Północnym również dla DONG Energy.
Postanowieniem Sądu Rejonowego Szczecin-Centrum w Szczecinie Wydział XII Gospodarczy z dnia 31 marca 2020 r. (sygn. akt: XII GU 4/20) została ogłoszona upadłość spółki.

### Poprzednie nazwy
- KSO sp. z o.o. (2011 – 2012)
- Bilfinger Crist Offshore sp. z o.o. (BCO) (2012 – 2013)
- Bilfinger Mars Offshore sp. zo.o. (BMO) (2014 – sierpień 2016)
- ST3 Offshore sp. z o.o. (od sierpnia 2016)

## Infrastruktura
Spółka dysponowała zakładem produkcyjnym zlokalizowanym w północnej części wyspy Ostrów Brdowski w Szczecinie. Na główne zaplecze produkcyjne składała się: hala produkcyjna fundamentów kratownicowych o powierzchni 9600 m², hala produkcyjna fundamentów pośrednich o powierzchni 10 800 m² i malarnia o powierzchni 3480 m². Fabryka dysponowała najwyższą w Europie suwnicą bramową (wysokość 120 m, udźwig: 1400 t) do finalnego montażu i załadunku gotowych produktów.